# Signature Records

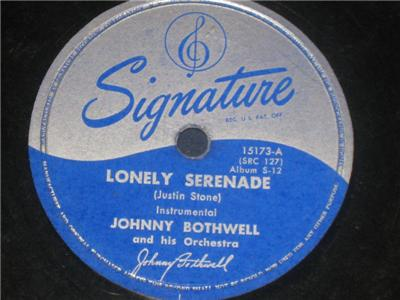
78er Schellackplatte „Lonely Serenade“
von Johnny Bothwell and His Orchestra auf Signature Records

Signature Records war ein US-amerikanisches unabhängiges Jazz-Label, das 1942 von Bob Thiele gegründet wurde. Das Label existierte bis 1949.
Signature Records gilt als ein bedeutendes Plattenlabel, das in der ersten Hälfte der 1940er Jahre Aufnahmen von Künstlern wie Anita O’Day, Coleman Hawkins, Eddie Lawrence, Ray Anthony, Bud Jacobson, Barbara McNair, Johnny Bothwell, Monica Lewis, Dickie Thompson und Bill Stegmeyer, später in den 1950er Jahren auch von Ray Bryant, Tony Scott und Jimmy Rowles veröffentlichte. Der spätere Impulse!-Produzent Bob Thiele produzierte für Signature in den 1940er Jahren erfolgreiche Titel wie „I Got Rhythm“, „I'm Fer It Too“ und „Linger Awhile“ von Lester Young sowie „Get Happy“, „Crazy Rhythm“ und „The Man I Love“ von Coleman Hawkins.
Tonträger des Labels wurden als Schallplatte auf Bob Thiele Music und auf Dr Jazz wiederveröffentlicht. Teile des Katalogs erschienen später in CD-Form auf Fresh Sound Records.
Im Jahr 2007 wurde unter dem Namen "Signature Records" ein Pop-Label von Max Martin gegründet.